# Landammann Stauffacher
Pour plus de détails, voir Fiche technique et Distribution.
Landammann Stauffacher est un film suisse réalisé par Leopold Lindtberg sorti en 1941.

## Synopsis
En 1314, au moment du Marchenstreit, Heinrich Stauffacher pille avec les Suisses l'abbaye territoriale d'Einsiedeln qui est sous la protection des Habsbourg. Les Confédérés jurent fidélité à Louis III de Bavière, adversaire de Frédéric le Bel. Le comte Friedrich von Toggenburg tente de rassembler les Confédérés. Mais sous la direction de Werner Stauffacher, ils préfèrent finalement dans la bataille se battre contre Léopold de Habsbourg.

## Fiche technique
- Titre : Landammann Stauffacher
- Réalisation : Leopold Lindtberg
- Scénario : Richard Schweizer, Kurt Guggenheim
- Musique : Robert Blum
- Photographie : Emil Berna
- Montage : Käthe Mey
- Production : Lazar Wechsler
- Sociétés de production : Praesens-Film
- Société de distribution : Praesens-Film
- Pays d'origine :  Suisse
- Langue : suisse allemand
- Format : Noir et blanc - 1,37:1 - Mono - 35 mm
- Genre : Histoire
- Durée : 116 minutes
- Dates de sortie :
  -  Suisse : 1941[1]

## Distribution
- Heinrich Gretler : Werner Stauffacher
- Robert Trösch : Heinrich Stauffacher
- Fred Tanner (de) : Reeta Stauffacher
- Anne-Marie Blanc : Margret Stauffacher
- Cäsar Allemanni : Werni Stauffacher
- Leopold Biberti (de) : Goliath
- Emil Hegetschweiler : Balz
- Ellen Widmann : Gertrud Stauffacher
- Johannes Steiner : Werner von Attinghausen
- Emil Gerber : Meier von Erstfeld
- Charles Ferdinand Vaucher : Friedrich von Toggenburg
- Zarli Carigiet (de) : Büeler
- Hermann Stieger : Ödisried

## Histoire
Landammann Stauffacher participe à la défense spirituelle en Suisse au cours de la Seconde Guerre mondiale. Peu de temps avant et pendant la guerre, l'importation de films étrangers en Suisse est soumise à quotas pour promouvoir la production cinématographique patriotique. Ce film célèbre les 650 ans de la Confédération des III cantons.

## Source de la traduction
- (de) Cet article est partiellement ou en totalité issu de l’article de Wikipédia en allemand intitulé « Landammann Stauffacher » (voir la liste des auteurs).